# Алехинская волость
Алёхинская волость — административно-территориальная единица в составе Карачевского уезда.
Административный центр — деревня Алехино.

## История
Волость образована около 1918 года путём слияния Старосельской и Хотимльской волостей.
В ходе укрупнения волостей, 19 мая 1924 года Алехинская волость была включена в состав Хотынецкой волости.
Ныне территория бывшей Алехинской волости находится в Хотынецком районе Орловской области.

## Административное деление
В 1920 году в состав Алехинской волости входили следующие сельсоветы: Алехинский, Жудерский, Кульневский, Косецкий, Хотимль-Кузменковский, Мертвенский, Новокульневский, Больше-Нарышкинский, Обеленский, Палькевский, Радовский, Сухановский, Скворцовский, Юрьевский.